# كلود مالهوريت
كلود مالهوريت (بالفرنسية: Claude Malhuret)، هو طبيب ومحامي وسياسي فرنسي وُلد في 8 مارس 1950 في ستراسبورغ، فرنسا . كان رئيسًا لمنظمة أطباء بلا حدود من 1978 إلى 1980 ومؤسسًا مشاركًا لموقع دوكتيسيمو. شغل منصب عمدة فيشي من 1989 إلى 2017. كما كان نائبًا أوروبيًا من 1989 إلى 1993، ونائبًا في البرلمان الفرنسي من 1993 إلى 1997، وأمينًا للدولة مكلفًا بحقوق الإنسان من 1986 إلى 1988. وهو سيناتور منذ عام 2014، ، ويترأس مجموعة المستقلين – الجمهورية والأقاليم في مجلس الشيوخ منذ أكتوبر 2017.